# Andrea Breder
Andrea Breder (* 7. Dezember 1964 in Saarbrücken) ist eine ehemalige deutsche Hoch- und Weitspringerin.
Bereits als 16-Jährige wurde Andrea Breder in der Halle 1981 Vizemeisterin im Hochsprung und sicherte sich im Sommer in derselben Disziplin den Titel bei den Junioreneuropameisterschaften in Utrecht. 
Im folgenden Jahr (1982) wurde sie Deutsche Hallenmeisterin und startete bei den Halleneuropameisterschaften in Mailand, bei der sie den siebenten Platz belegte. Zwei Jahre später wurde sie bei den Halleneuropameisterschaften in Göteborg Zehnte.
Im Weitsprung wurde sie 1987 Deutsche Meisterin.
Andrea Breder startete für den SV Saar 05 Saarbrücken. Ihr Vater Anton Breder startete bei den Olympischen Spielen 1952 als Weitspringer für das Saarland.

## Persönliche Bestleistungen
- Hochsprung: 1,93 m, 30. August 1981, Koblenz
  - Halle: 1,91 m, 7. März 1982, Mailand
- Weitsprung: 6,58 m, 2. Juli 1987, Ludwigshafen am Rhein